# Polish Open
Die Polish Open (auch als Polish International bezeichnet) sind die offenen internationalen Meisterschaften von Polen im Badminton. Sie werden seit 1975 ausgetragen. In den Jahren vor 1990 waren sie einer der wenigen Treffpunkte der Badmintonspieler der Ostblockstaaten mit den Konkurrenten aus der westlichen Hemisphäre. 1995 sowie 1997 bis 2000 fanden sie als Polish Open im Rahmen des World Badminton Grand Prix statt. In den Jahren davor und danach gehörten sie dem BE Circuit an. Im September 2012 startete der polnische Verband  ein zweites internationales Großturnier, ebenfalls als Polish International resp. Polish Open bezeichnet.

## Die Sieger
| Saison | Herreneinzel            | Dameneinzel       | Herrendoppel                              | Damendoppel                                 | Mixed                                             |
| ------ | ----------------------- | ----------------- | ----------------------------------------- | ------------------------------------------- | ------------------------------------------------- |
| 1975   | Edgar Michalowski       | Monika Cassens    | Edgar Michalowski Erfried Michalowsky     | Monika Cassens Angela Michalowski           | Edgar Michalowski Monika Cassens                  |
| 1976   | Edgar Michalowski       | Monika Cassens    | Edgar Michalowski Erfried Michalowsky     | Monika Cassens Angela Michalowski           | Erfried Michalowsky Angela Michalowski            |
| 1977   | Michal Malý             | Monika Cassens    | Michal Malý Karel Lakomý                  | Monika Cassens Angela Michalowski           | Edgar Michalowski Monika Cassens                  |
| 1978   | Georg Simon             | Monika Cassens    | Georg Simon Rolf Heyer                    | Monika Cassens Christine Ober               | Edgar Michalowski Monika Cassens                  |
| 1979   | Edgar Michalowski       | Monika Cassens    | Thomas Kihlström Tor Sundberg             | Monika Cassens Angela Michalowski           | Edgar Michalowski Monika Cassens                  |
| 1980   | Michal Malý             | Monika Cassens    | Michal Malý Karel Lakomý                  | Monika Cassens Ilona Michalowsky            | Edgar Michalowski Monika Cassens                  |
| 1981   | Michal Malý             | Liselotte Blumer  | Michal Malý Karel Lakomý                  | Catharine Troke Gillian Gowers              | Nigel Tier Catharine Troke                        |
| 1982   | Michal Malý             | Liselotte Blumer  | Barry Burns Mark Richards                 | Bożena Wojtkowska Ewa Rusznica              | Erfried Michalowsky Monika Cassens                |
| 1983   | Zhang Qiang             | Shi Wen           | Lu Hengwen Zheng Zhijun                   | Chen Guirong Shi Wen                        | Zhang Qiang Shi Wen                               |
| 1984   | Bent Svenningsen        | Gao Meifeng       | Zhang Xinguang Wang Jian                  | Gao Meifeng Nong Qunhua                     | Zhang Xinguang Gao Meifeng                        |
| 1985   | Zheng Zhijun            | Luo Yun           | Wang Pengren Shu Yiong                    | Shi Fangjing Sun Xiaoqing                   | Wang Pengren Shi Fangjing                         |
| 1986   | Zhang Qingwu            | Wu Yuhong         | Huang Zhen Chen Hongyong                  | Shi Fangjing Wu Yuhong                      | Wang Pengren Shi Fangjing                         |
| 1987   | Anders Nielsen          | Irina Rozhkova    | Peter Axelsson Jens Olsson                | Bożena Haracz Bożena Siemieniec             | Andrei Antropow Wiktorija Pron                    |
| 1988   | Peter Axelsson          | Lee Young-suk     | Park Joo-bong Lee Sang-bok                | Chung Myung-hee Hwang Hye-young             | Park Joo-bong Chung Myung-hee                     |
| 1989   | nicht ausgetragen       | nicht ausgetragen | nicht ausgetragen                         | nicht ausgetragen                           | nicht ausgetragen                                 |
| 1990   | Fung Permadi            | Chen Ying         | Thomas Stuer-Lauridsen Christian Jakobsen | Chen Ying Sheng Wengqing                    | Christian Jakobsen Marlene Thomsen                |
| 1991   | Bambang Suprianto       | Yuliani Santosa   | Richard Mainaky Ricky Subagja             | Catherine Eliza Nathanael                   | Li Jian Wang Xiaoyuan                             |
| 1992   | Steve Butler            | Marina Yakusheva  | Max Gandrup Christian Jakobsen            | Marina Yakusheva Marina Andrievskaia        | Christian Jakobsen Marianne Rasmussen             |
| 1993   | Lioe Tiong Ping         | Anne Søndergaard  | Felix Antonius Denny Kantono              | Anne Søndergaard Lotte Thomsen              | Rudy Gunawan Rosiana Tendean                      |
| 1994   | Indra Wijaya            | Margit Borg       | Ade Sutrisna Candra Wijaya                | Eny Oktaviani Nonong Denis Zanati           | Flandy Limpele Dede Hasanah                       |
| 1995   | Budi Santoso            | Olivia            | Hadi Sugianto Seng Kok Kiong              | Emma Ermawati Indarti Issolina              | Paulus Firman Rosalia Anastasia                   |
| 1996   | Yu Lizhi                | Meiluawati        | Tao Xiaoqiang Ge Cheng                    | Christine Magnusson Marina Andrievskaia     | Chen Xingdong Peng Xinyong                        |
| 1997   | Tam Kai Chuen           | Yuli Marfuah      | Tony Gunawan Victo Wibowo                 | Eti Tantra Cynthia Tuwankotta               | Flandy Limpele Eti Tantra                         |
| 1998   | Daniel Eriksson         | Elena Sukhareva   | Julian Robertson Nathan Robertson         | Ann-Lou Jørgensen Tine Rasmussen            | Lars Paaske Jane F. Bramsen                       |
| 1999   | Rio Suryana             | Elena Nozdran     | Michał Łogosz Robert Mateusiak            | Ang Li Peng Chor Hooi Yee                   | Ma Che Kong Louisa Koon Wai Chee                  |
| 2000   | Vladislav Druzchenko    | Takako Ida        | Chang Kim Wai Hong Chieng Hun             | Haruko Matsuda Yoshiko Iwata                | Chen Qiqiu Chen Lin                               |
| 2001   | nicht ausgetragen       | nicht ausgetragen | nicht ausgetragen                         | nicht ausgetragen                           | nicht ausgetragen                                 |
| 2002   | Przemysław Wacha        | Kamila Augustyn   | Michał Łogosz Robert Mateusiak            | Kamila Augustyn Nadieżda Kostiuczyk         | Mike Beres Kara Solmundson                        |
| 2003   | Kasper Ødum             | Xu Huaiwen        | Michał Łogosz Robert Mateusiak            | Chihiro Ohsaka Akiko Nakashima              | Jörgen Olsson Frida Andreasson                    |
| 2004   | Chen Jin                | Lu Lan            | Guo Zhendong Xie Zhongbo                  | Du Jing Yu Yang                             | Vladislav Druzchenko Elena Nozdran                |
| 2005   | Przemysław Wacha        | Petya Nedelcheva  | Michał Łogosz Robert Mateusiak            | Kamila Augustyn Nadieżda Kostiuczyk         | Robert Mateusiak Nadieżda Kostiuczyk              |
| 2006   | Przemysław Wacha        | Atu Rosalina      | Michał Łogosz Robert Mateusiak            | Kamila Augustyn Nadieżda Kostiuczyk         | Robert Mateusiak Nadieżda Kostiuczyk              |
| 2007   | Vladislav Druzchenko    | Chie Umezu        | Mikkel Delbo Larsen Jacob Chemnitz        | Kamila Augustyn Nadieżda Kostiuczyk         | Robert Mateusiak Nadieżda Kostiuczyk              |
| 2008   | Marc Zwiebler           | Juliane Schenk    | Michał Łogosz Robert Mateusiak            | Shendy Puspa Irawati Meiliana Jauhari       | Robert Mateusiak Nadieżda Kostiuczyk              |
| 2009   | Dicky Palyama           | Wang Linling      | Lin Yu-lang \| Chen Hung-ling             | Diana Dimova Petya Nedelcheva               | Michał Łogosz Olga Konon                          |
| 2010   | Pablo Abián             | Kana Ito          | Vladimir Ivanov Ivan Sozonov              | Shinta Mulia Sari Yao Lei                   | Andrej Ashmarin Anastasia Prokopenko              |
| 2011   | Pablo Abián             | Larisa Griga      | Vladimir Ivanov Ivan Sozonov              | Rie Eto Yu Wakita                           | Robert Mateusiak Nadieżda Zięba                   |
| 2012   | Hsu Jen-hao             | Ai Goto           | Vladimir Ivanov Ivan Sozonov              | Mariana Agathangelou Heather Olver          | Nathan Robertson Jenny Wallwork                   |
| 2013   | Vladimir Malkov         | Shizuka Uchida    | Adam Cwalina Przemysław Wacha             | Rie Eto Yu Wakita                           | Robert Mateusiak Nadieżda Zięba                   |
| 2014   | Brice Leverdez          | Yuka Kusunose     | Adam Cwalina Przemysław Wacha             | Anastasia Chervyakova Nina Vislova          | Vitaliy Durkin Nina Vislova                       |
| 2015   | Daren Liew              | Karin Schnaase    | Kenta Kazuno Kazushi Yamada               | Pradnya Gadre Siki Reddy                    | Chan Peng Soon Goh Liu Ying                       |
| 2016   | Thomas Rouxel           | Delphine Lansac   | Hardianto Kenas Adi Haryanto              | Puttita Supajirakul Sapsiree Taerattanachai | Robert Mateusiak Nadieżda Zięba                   |
| 2017   | Tan Jia Wei             | Yui Hashimoto     | Łukasz Moreń Wojciech Szkudlarczyk        | Yulfira Barkah Meirisa Cindy Sahputri       | Robert Mateusiak Nadieżda Zięba                   |
| 2018   | abgesagt                | abgesagt          | abgesagt                                  | abgesagt                                    | abgesagt                                          |
| 2019   | Kunlavut Vitidsarn      | Wei Yaxin         | Lee Jhe-huei Yang Po-hsuan                | Chisato Hoshi Aoi Matsuda                   | Ben Lane Jessica Pugh                             |
| 2020   | abgesagt                | abgesagt          | abgesagt                                  | abgesagt                                    | abgesagt                                          |
| 2021   | Ng Tze Yong             | Kristin Kuuba     | Man Wei Chong Tee Kai Wong                | Bengisu Erçetin Nazlıcan İnci               | Choong Hon Jian Toh Ee Wei                        |
| 2022   | Kiran George            | Anupama Upadhyaya | Rasmus Kjær Frederik Søgaard              | Yeung Nga Ting Yeung Pui Lam                | Ye Hong-wei Lee Chia-hsin                         |
| 2023   | Alex Lanier             | Yeo Jia Min       | Daniel Lundgaard Mads Vestergaard         | Jin Yujia Crystal Wong Jia Ying             | Mads Vestergaard Christine Busch                  |
| 2024   | Victor Ørding Kauffmann | Anupama Upadhyaya | M. R. Arjun Dhruv Kapila                  | Hsu Yin-hui Lin Jhih-yun                    | Ty Alexander Lindeman Josephine Wu                |
| 2025   | Arnaud Merklé           | Neslihan Arın     | Su Ching-heng Wu Guan-xun                 | Lauren Lam Allison Lee                      | Rehan Naufal Kusharjanto Gloria Emanuelle Widjaja |